# Nationalliga A (Elektrorollstuhl-Hockey) 2022/23
Die Saison 2022/23 war die neunte Saison der Nationalliga A im Powerchair-Hockey in der Schweiz. In dieser Runde wird zum ersten Mal mit drei Staffeln gespielt. Da mit den Cyber Falcons Tessin auch ein ganz neues Team dabei ist, wird nun mit je vier Mannschaften in der Nationalliga A, Nationalliga B und mit 6 Mannschaften in der 1. Liga gespielt.
Rolling Thunder Bern und die Swiss Selection konnten am 1. Spieltag wegen Krankheitsausfällen nicht teilnehmen. Ihre Spiele wurden mit 0:5 gewertet. Das Spiel beider Mannschaften wurde am 19. November 2022 nachgeholt. Die Saison verlief äusserst spannend. Erst am letzten Spieltag stand der Schweizer Meister fest. Nur dank des besseren Torverhältnis von 13 Toren gewannen die Iron Cats ihren 6. Titel vor Torpedo Turicum. Im entscheidenden Spiel fehlte Torpedo nur ein Tor zum Ausgleich gegen die Iron Cats. Dieser eine Punkt hätte die Meisterschaft bedeutet.
Der Swiss Selection gelang gegen sehr schwache Berner der erste Sieg überhaupt in der Nationalliga A.

## Spieltag NLA
| 1. Spieltag 3. September 2022 Bern |   |                      |      |
| Rolling Thunder Bern               | – | Swiss Selection      | 12:4 |
| Torpedo Turicum                    | – | Iron Cats Zürich     | 2:5  |
| Iron Cats Zürich                   | – | Swiss Selection      | 5:0  |
| Torpedo Turicum                    | – | Rolling Thunder Bern | 5:0  |
| Swiss Selection                    | – | Torpedo Turicum      | 0:5  |
| Iron Cats Zürich                   | – | Rolling Thunder Bern | 5:0  |

| 2. Spieltag 19. November 2022 Wallisellen |   |                      |      |
| Rolling Thunder Bern                      | – | Swiss Selection      | 12:6 |
| Torpedo Turicum                           | – | Iron Cats Zürich     | 3:1  |
| Iron Cats Zürich                          | – | Swiss Selection      | 8:0  |
| Torpedo Turicum                           | – | Rolling Thunder Bern | 11:3 |
| Swiss Selection                           | – | Torpedo Turicum      | 2:13 |
| Iron Cats Zürich                          | – | Rolling Thunder Bern | 7:5  |

| 3. Spieltag 8. April 2023 Nottwil |   |                      |       |
| Rolling Thunder Bern              | – | Swiss Selection      | 15:13 |
| Torpedo Turicum                   | – | Iron Cats Zürich     | 6:7   |
| Iron Cats Zürich                  | – | Swiss Selection      | 23:2  |
| Torpedo Turicum                   | – | Rolling Thunder Bern | 19:6  |
| Swiss Selection                   | – | Torpedo Turicum      | 2:17  |
| Iron Cats Zürich                  | – | Rolling Thunder Bern | 20:4  |

| 4. Spieltag 13. Mai 2023 Wallisellen |   |                      |      |
| Rolling Thunder Bern                 | – | Swiss Selection      | 9:10 |
| Torpedo Turicum                      | – | Iron Cats Zürich     | 3:2  |
| Iron Cats Zürich                     | – | Swiss Selection      | 23:5 |
| Torpedo Turicum                      | – | Rolling Thunder Bern | 19:6 |
| Swiss Selection                      | – | Torpedo Turicum      | 3:21 |
| Iron Cats Zürich                     | – | Rolling Thunder Bern | 28:4 |

### Tabelle NLA
| Pl.                   | Verein               | Sp. | S  | U | N  | Tore    | Diff. | Punkte |
| --------------------- | -------------------- | --- | -- | - | -- | ------- | ----- | ------ |
| 1.                    | Iron Cats Zürich (M) | 12  | 10 | 0 | 2  | 134:340 | +100  | 30     |
| 2.                    | Torpedo Turicum      | 12  | 10 | 0 | 2  | 124:370 | +87   | 30     |
| 3.                    | Rolling Thunder Bern | 12  | 3  | 0 | 9  | 076:147 | −71   | 09     |
| 4.                    | Swiss Selection      | 12  | 1  | 0 | 11 | 047:163 | −116  | 03     |
| Stand: 1. August 2023 |                      |     |    |   |    |         |       |        |

| Legende | Legende                       |
| ------- | ----------------------------- |
| (M)     | amtierender Schweizer Meister |

### Torschützen NLA
| Pl.    | Name               | Team                 | Tore |
| ------ | ------------------ | -------------------- | ---- |
| 01.    | Dominik Zenhäusern | Iron Cats Zürich     | 102  |
| 02.    | Jan Schäublin      | Rolling Thunder Bern | 58   |
| 03.    | Nelson Braillard   | Torpedo Turicum      | 53   |
| 04.    | Elia Chiaravelle   | Swiss Selection      | 40   |
| 05.    | Lukas Kankanam     | Torpedo Turicum      | 25   |
| 06.    | Paul Emmering      | Torpedo Turicum      | 18   |
| 07.    | Stefan Müller      | Rolling Thunder Bern | 16   |
| 08.    | Veronica Conceicao | Torpedo Turicum      | 11   |
| 09.    | Noe Spirig         | Iron Cats Zürich     | 7    |
| 10.    | Dave Inhelder      | Iron Cats Zürich     | 6    |
| 11.    | Jörg Diehl         | Torpedo Turicum      | 3    |
|        | Khaleq Hassami     | Iron Cats Zürich     | 3    |
| 13.    | Angelo Metzker     | Iron Cats Zürich     | 2    |
|        | Daniel Rolli       | Rolling Thunder Bern | 2    |
|        | Gionatan Ziparo    | Swiss Selection      | 2    |
|        | Manuel Melder      | Iron Cats Zürich     | 2    |
|        | Raphael Bachmann   | Iron Cats Zürich     | 2    |
| 18.    | Susanne Henzmann   | Iron Cats Zürich     | 1    |
| Quelle |                    |                      |      |

## Spieltag NLB
| 1. Spieltag 24. September 2022 Nottwil |   |                       |     |
| Iron Cats Youngster A                  | – | Lucerne Sharks        | 8:0 |
| Red Eagles Basel A                     | – | Zeka Rollers A        | 3:4 |
| Zeka Rollers A                         | – | Lucerne Sharks        | 5:1 |
| Red Eagles Basel A                     | – | Iron Cats Youngster A | 2:4 |
| Iron Cats Youngster A                  | – | Zeka Rollers A        | 3:0 |
| Lucerne Sharks                         | – | Red Eagles Basel A    | 1:7 |

| 2. Spieltag 28. Januar 2023 Basel |   |                        |     |
| Lucerne Sharks                    | – | Red Eagles Basel A     | 3:9 |
| Zeka Rollers A                    | – | Iron Cats Youngsters A | 1:5 |
| Iron Cats Youngster A             | – | Lucerne Sharks         | 5:0 |
| Red Eagles Basel A                | – | Zeka Rollers A         | 5:2 |
| Iron Cats Youngster A             | – | Red Eagles Basel A     | 7:2 |
| Lucerne Sharks                    | – | Zeka Rollers A         | 2:4 |

| 3. Spieltag 18. März 2023 Lenzburg |   |                        |      |
| Lucerne Sharks                     | – | Red Eagles Basel A     | 0:7  |
| Zeka Rollers A                     | – | Iron Cats Youngsters A | 1:5  |
| Iron Cats Youngster A              | – | Lucerne Sharks         | 12:0 |
| Red Eagles Basel A                 | – | Zeka Rollers A         | 4:4  |
| Iron Cats Youngster A              | – | Red Eagles Basel A     | 6:3  |
| Lucerne Sharks                     | – | Zeka Rollers A         | 1:4  |

| 4. Spieltag 29. April 2023 Wallisellen |   |                        |      |
| Lucerne Sharks                         | – | Red Eagles Basel A     | 4:16 |
| Zeka Rollers A                         | – | Iron Cats Youngsters A | 1:1  |
| Iron Cats Youngster A                  | – | Lucerne Sharks         | 10:1 |
| Red Eagles Basel A                     | – | Zeka Rollers A         | 3:1  |
| Iron Cats Youngster A                  | – | Red Eagles Basel A     | 4:3  |
| Lucerne Sharks                         | – | Zeka Rollers A         | 0:7  |

### Tabelle NLB
| Pl.                   | Verein                | Sp. | S  | U | N  | Tore    | Diff. | Punkte |
| --------------------- | --------------------- | --- | -- | - | -- | ------- | ----- | ------ |
| 1.                    | Iron Cats Youngster A | 12  | 11 | 1 | 0  | 070:140 | +56   | 34     |
| 2.                    | Red Eagles Basel A    | 12  | 6  | 1 | 5  | 064:400 | +24   | 19     |
| 3.                    | Zeka Rollers A        | 12  | 5  | 2 | 5  | 034:330 | +1    | 17     |
| 4.                    | Lucerne Sharks        | 12  | 0  | 0 | 12 | 013:940 | −81   | 0      |
| Stand: 1. August 2023 |                       |     |    |   |    |         |       |        |

## Spieltag 1. Liga
| 30. Oktober 2022 Lenzburg  |   |                            |      |
| Green Lightning St. Gallen | – | Cyber Falcons Tessin       | 9:0  |
| Zeka Rollers B             | – | Red Eagles Basel B         | 4:0  |
| Whirldrivers Lausanne      | – | Iron Cats Youngster B      | 1:1  |
| Cyber Falcons Tessin       | – | Zeka Rollers               | 0:17 |
| Iron Cats Youngster B      | – | Green Lightning St. Gallen | 5:2  |
| Red Eagles Basel B         | – | Whirldrivers Lausanne      | 0:5  |
| Cyber Falcons Tessin       | – | Iron Cats Youngster B      | 0:8  |
| Whirldrivers Lausanne      | – | Zeka Rollers B             | 0:1  |
| Green Lightning St. Gallen | – | Red Eagles Basel B         | 5:2  |
| Cyber Falcons Tessin       | – | Whirldrivers Lausanne      | 1:17 |
| Iron Cats Youngster B      | – | Red Eagles Basel           | 2:2  |
| Zeka Rollers B             | – | Green Lightning St. Gallen | 6:2  |
| Red Eagles Basel B         | – | Cyber Falcons Tessin       | 11:1 |
| Iron Cats Youngster B      | – | Zeka Rollers B             | 2:4  |
| Whirldrivers Lausanne      | – | Green Lightning St. Gallen | 4:1  |

| 22. April 2023 St. Gallen  |   |                            |      |
| Green Lightning St. Gallen | – | Cyber Falcons Tessin       | 8:1  |
| Zeka Rollers B             | – | Red Eagles Basel B         | 14:0 |
| Whirldrivers Lausanne      | – | Iron Cats Youngster B      | 0:5  |
| Cyber Falcons Tessin       | – | Zeka Rollers B             | 0:12 |
| Iron Cats Youngster B      | – | Green Lightning St. Gallen | 5:2  |
| Red Eagles Basel B         | – | Whirldrivers Lausanne      | 5:0  |
| Cyber Falcons Tessin       | – | Iron Cats Youngster B      | 2:3  |
| Whirldrivers Lausanne      | – | Zeka Rollers B             | 0:5  |
| Green Lightning St. Gallen | – | Red Eagles Basel B         | 3:1  |
| Cyber Falcons Tessin       | – | Whirldrivers Lausanne      | 5:0  |
| Iron Cats Youngster B      | – | Red Eagles Basel B         | 6:1  |
| Zeka Rollers B             | – | Green Lightning St. Gallen | 10:0 |
| Red Eagles Basel B         | – | Cyber Falcons Tessin       | 1:6  |
| Iron Cats Youngster B      | – | Zeka Rollers B             | 3:2  |
| Whirldrivers Lausanne      | – | Green Lightning St. Gallen | 0:5  |

| 17. Juni 2023 St. Gallen   |   |                            |      |
| Green Lightning St. Gallen | – | Cyber Falcons Tessin       | 3:2  |
| Zeka Rollers B             | – | Red Eagles Basel B         | 8:1  |
| Whirldrivers Lausanne      | – | Iron Cats Youngster B      | 0:5  |
| Cyber Falcons Tessin       | – | Zeka Rollers B             | 1:10 |
| Iron Cats Youngster B      | – | Green Lightning St. Gallen | 2:2  |
| Red Eagles Basel B         | – | Whirldrivers Lausanne      | 5:0  |
| Cyber Falcons Tessin       | – | Iron Cats Youngster B      | 1:5  |
| Whirldrivers Lausanne      | – | Zeka Rollers B             | 0:5  |
| Green Lightning St. Gallen | – | Red Eagles Basel B         | 2:0  |
| Cyber Falcons Tessin       | – | Whirldrivers Lausanne      | 5:0  |
| Iron Cats Youngster B      | – | Red Eagles Basel           | 2:0  |
| Zeka Rollers B             | – | Green Lightning St. Gallen | 8:1  |
| Red Eagles Basel B         | – | Cyber Falcons Tessin       | 3:7  |
| Iron Cats Youngster B      | – | Zeka Rollers B             | 5:5  |
| Whirldrivers Lausanne      | – | Green Lightning St. Gallen | 0:5  |

### Tabelle 1. Liga
| Pl.                   | Verein                     | Sp. | S  | U | N  | Tore    | Diff. | Punkte |
| --------------------- | -------------------------- | --- | -- | - | -- | ------- | ----- | ------ |
| 1.                    | Zeka Rollers B             | 15  | 13 | 1 | 1  | 111:150 | +96   | 40     |
| 2.                    | Iron Cats Youngster B      | 15  | 10 | 4 | 1  | 059:240 | +35   | 34     |
| 3.                    | Grenn Lightning St. Gallen | 15  | 8  | 1 | 6  | 050:460 | +4    | 25     |
| 4.                    | Cyber Falcons Tessin       | 15  | 4  | 0 | 11 | 032:107 | −75   | 12     |
| 5.                    | Red Eagles Basel B         | 15  | 3  | 1 | 11 | 032:650 | −33   | 10     |
| 6.                    | Whirldrivers Lausanne      | 15  | 3  | 1 | 11 | 027:540 | −27   | 10     |
| Stand: 1. August 2023 |                            |     |    |   |    |         |       |        |